# Mana (Bertrand)
Pour les articles homonymes, voir Mana.
Mana pour orchestre est une œuvre composée par Christophe Bertrand en 2004-2005.

## Histoire
Mana est une commande du Festival de Lucerne à Christophe Bertrand d'une œuvre pour une formation de 75 musiciens, dont Pierre Boulez doit assurer la création avec l'Orchestre de l'Académie du festival. Le compositeur s'inspire du concept de mana polynésien, « une force supérieure répandue dans la nature [qui confère des] dons quasi surnaturels tenant à la fois du sacré et de la magie », plaçant son œuvre « sous le signe de l'énergie ». L'œuvre mêle quatre structures : des arpèges fluides, des blocs rythmiques et « convulsifs », un ostinato et des gammes mêlées. Elle « compte soixante-sept parties individualisées participant d'une organisation de l'espace musical pour autant très contrôlé ».
L'œuvre est créée le 9 septembre 2005 à Lucerne par le Lucerne Festival Academy Orchestra sous la direction de Pierre Boulez.
Elle est créée en Allemagne le 16 mai 2019, à la Kölner Philharmonie, par l'Orchestre symphonique de la WDR de Cologne dirigé par Brad Lubman.
Mana est joué le 4 février 2025 au Festival Présences par l'Ensemble NEXT et l'Orchestre du Conservatoire National Supérieur de Musique et de Danse de Paris sous la direction de Pascal Rophé.

## Effectif
- 3 flûtes, 2 hautbois, 3 clarinettes, 2 bassons, 2 cors, 2 trompettes, 2 trombones, tuba,
- 4 percussionnistes,
- 2 harpes, 2 pianos, 24 violons, 10 altos, 8 violoncelles, 8 contrebasses

## Discographie
- Académie du Festival de Lucerne dirigée par Pierre Boulez, SugarMusic S.p.A. - Edizioni Suvini Zerboni (2005)
- Orchestre symphonique de la WDR de Cologne dirigé par Brad Lubman, bastille musique (2020)